# Oxalis triangularis
Квасениця трикутна (Oxalis triangularis) — вид рослин роду квасениця.

## Назва
Інколи рослину називають «Мадам Батерфляй» оскільки листки схожі на крила метелика.

## Будова
Невисока трав'яниста рослина, із темно-пурпурними трійчастими листками на довгих гнучких черешках. Квітки дрібні, білі, рожеві або фіолетові.

## Поширення та середовище існування
Росте в дикому вигляді в Бразилії.

## Практичне використання
Має популярний серед любителів кімнатних рослин сорт Oxalis triangularis subsp. papilionacea.

## Цікаві факти
Листя рослини повністю складаються під час сну.

## Галерея

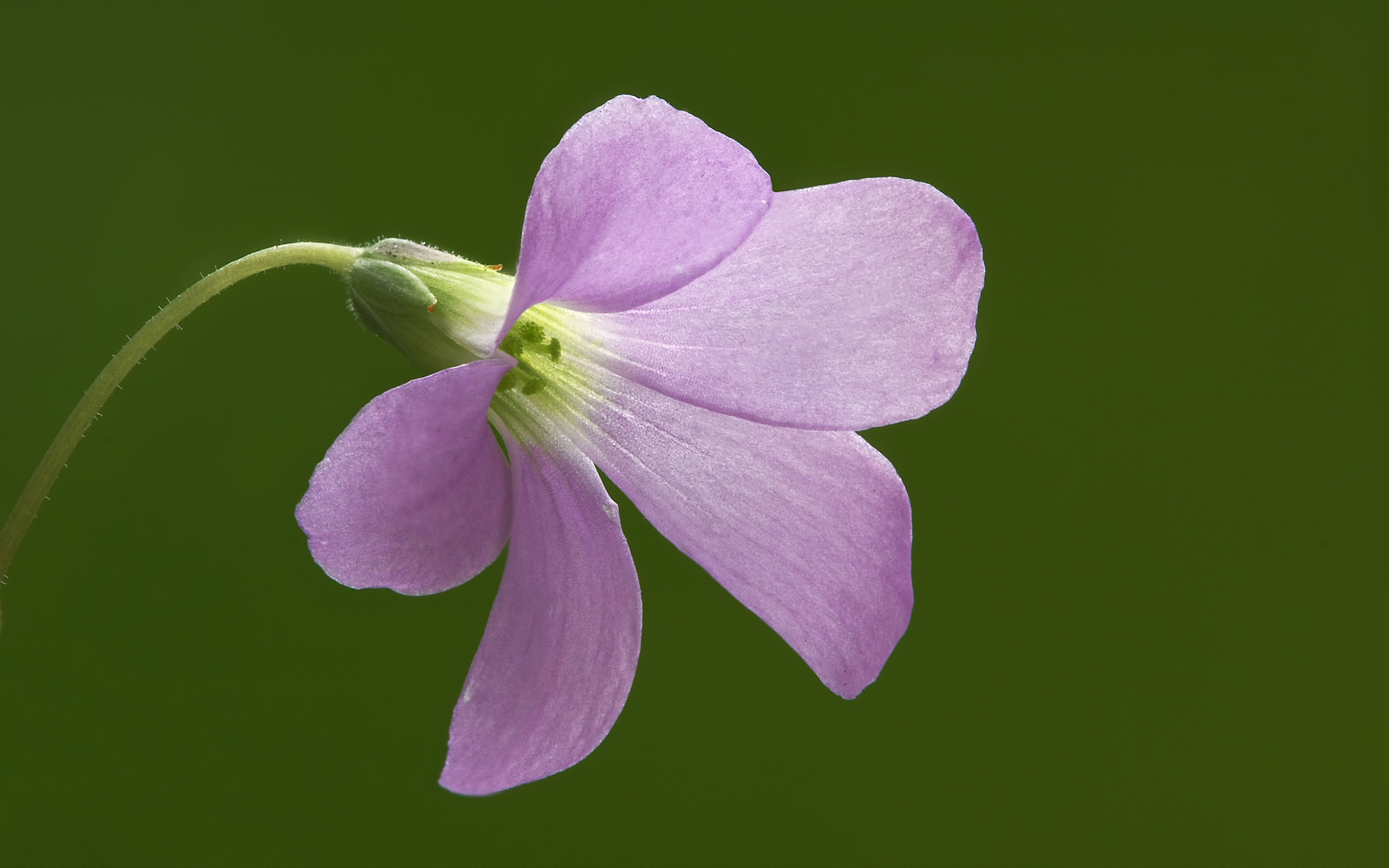
Квітка
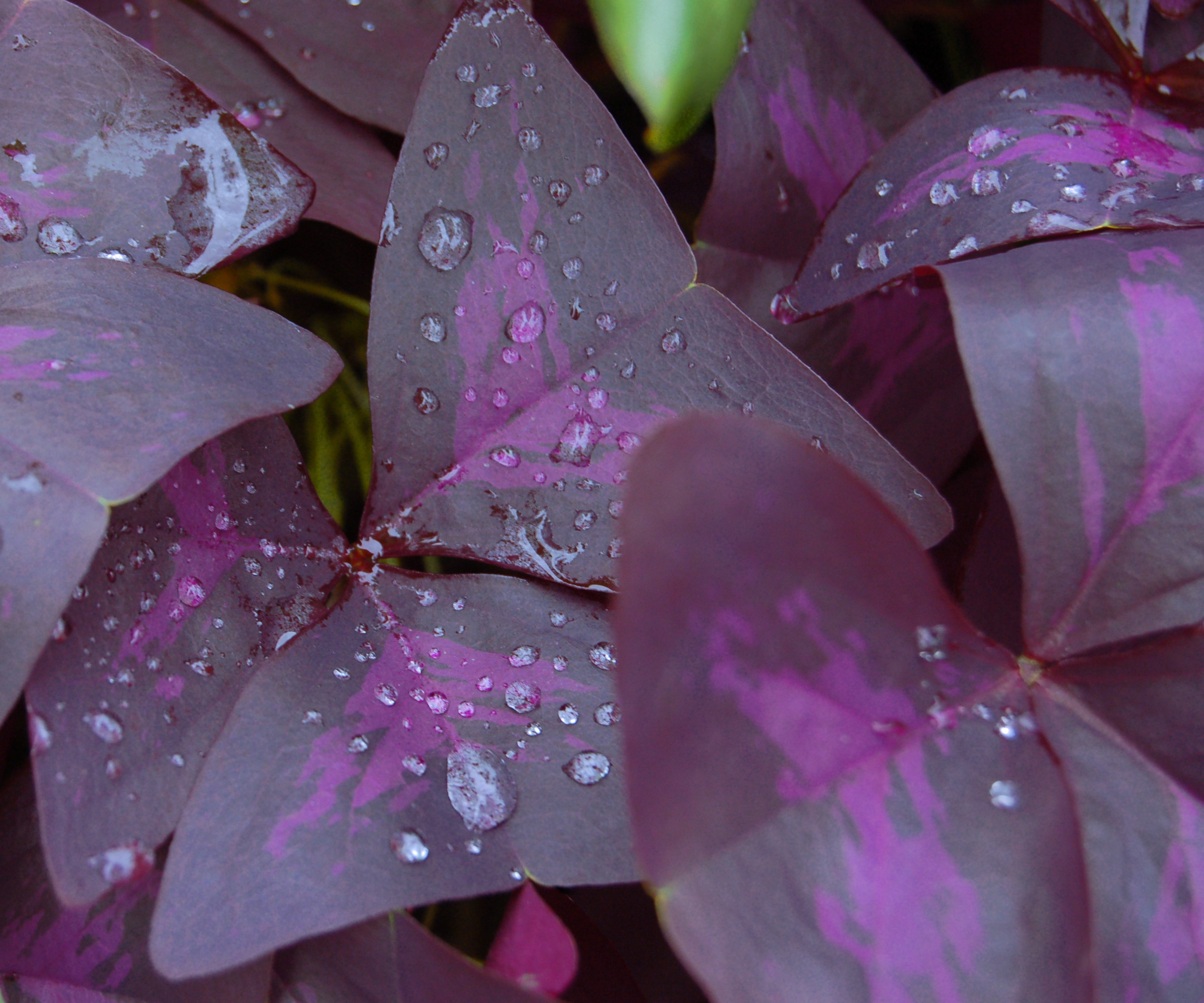
Листя